# Ullevi
Ullevi, Ullevi Stadion, officiellement Nya Ullevi (Nouvel Ullevi) afin de le distinguer du Gamla Ullevi (ancien Ullevi), est un stade situé à Göteborg en Suède, dont l'architecte est Fritz Jaenecke.
Sa capacité est de 43 200 places assises, et peut monter à plus de 60 000 places pour des concerts, y compris le terrain. Il ne possède actuellement pas de club résident.

## Histoire
Il ouvre ses portes en 1958 pour la tenue de la Coupe du monde de football 1958. Il abrite depuis de nombreuses manifestations sportives, dont notamment des matchs de football, de l'athlétisme et du patinage de vitesse.
Le record d'affluence remonte pour un match de football au 3 juin 1959, avec 52 194 spectateurs pour le derby opposant les clubs de l'IFK Göteborg et de l'Örgryte IS. Pour un concert, ce record se monte à 64 312 spectateurs pour la venue de Bruce Springsteen le 8 juin 1985.
Ullevi accueille plusieurs matchs du Championnat d'Europe de football 1992, dont la finale (Allemagne 0-2 Danemark). Il abrite également les championnats du monde d'athlétisme de 1995, la finale de la coupe des vainqueurs de coupe 1983 et la finale de la Coupe UEFA 2004. Il est également le lieu de la première rencontre sur le sol européen de deux équipes de NFL lors de la pré-saison 1988, entre les Vikings du Minnesota et les Bears de Chicago.
Les championnats d'Europe d'athlétisme 2006 ont lieu au stade d'Ullevi.

## Événements
- Coupe du monde de football de 1958
- Finale de la Coupe d'Europe des vainqueurs de coupe 1982-1983, 11 mai 1983
- Finale de la Coupe d'Europe des vainqueurs de coupe 1989-1990, 9 mai 1990
- Championnat d'Europe de football 1992
- Championnats du monde d'athlétisme 1995
- Finale de la Coupe UEFA 2003-2004, 19 mai 2004
- Championnats d'Europe d'athlétisme 2006
- Gothia Cup
- Michael Jackson (HIStory World Tour), 16 août 1997
- Madonna (The MDNA Tour), 4 juillet 2012

## Galerie

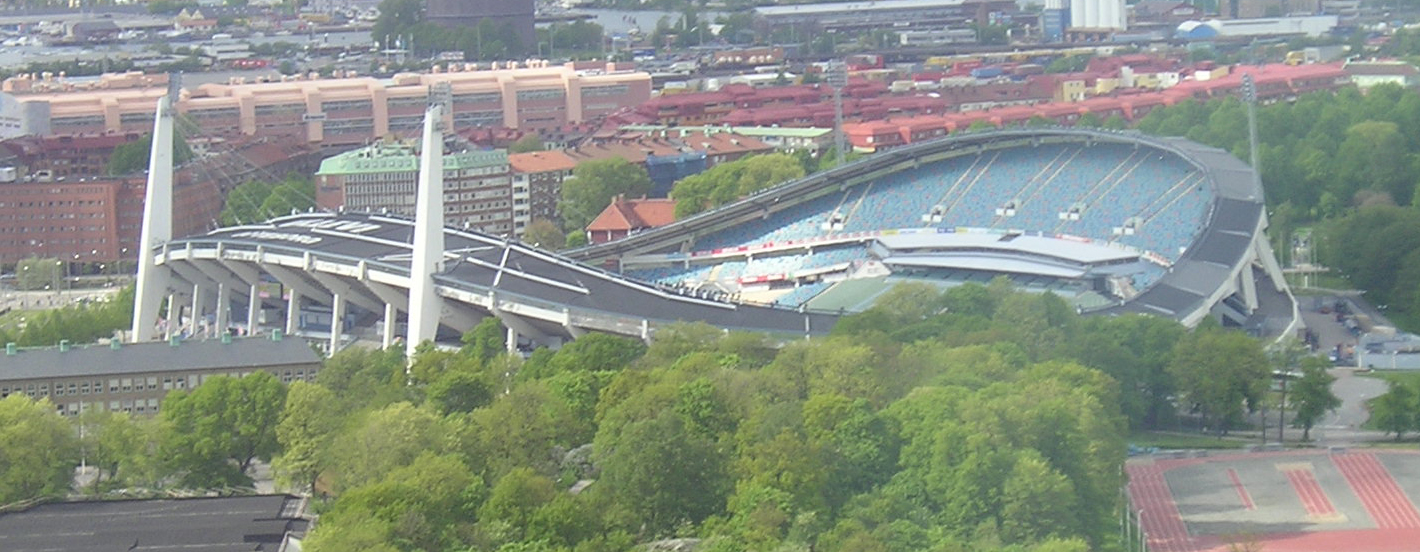
Une vue du Nya Ullevi Stadion.
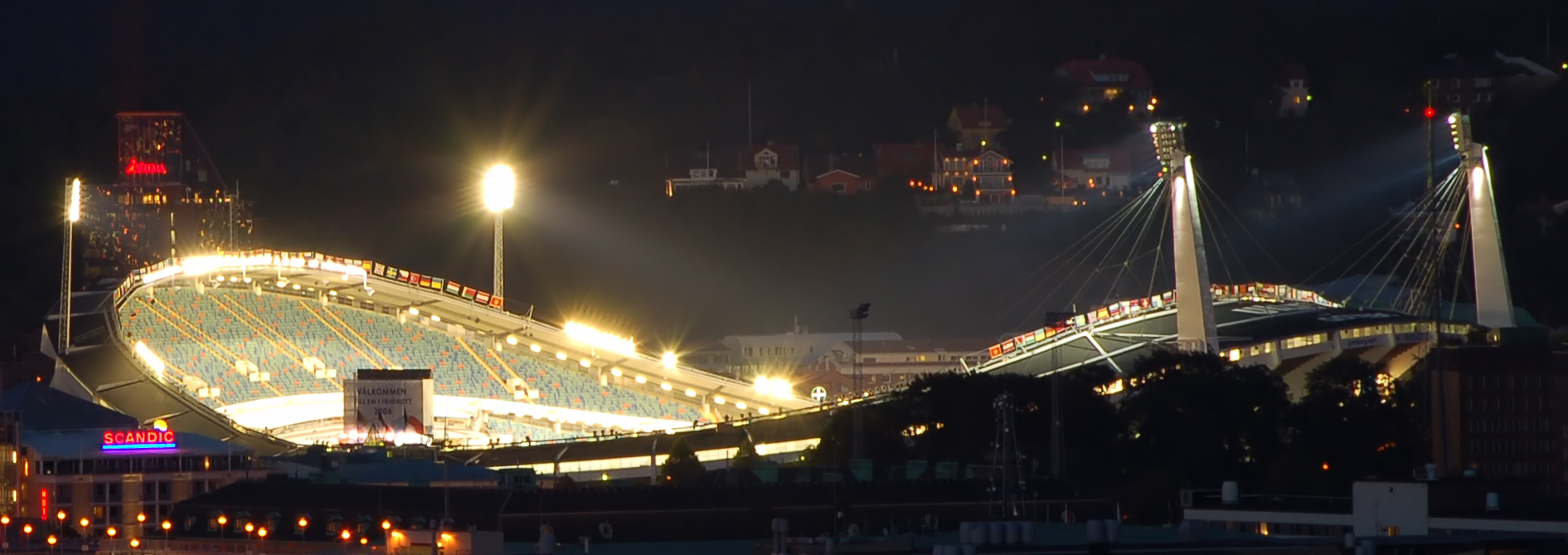
De nuit.
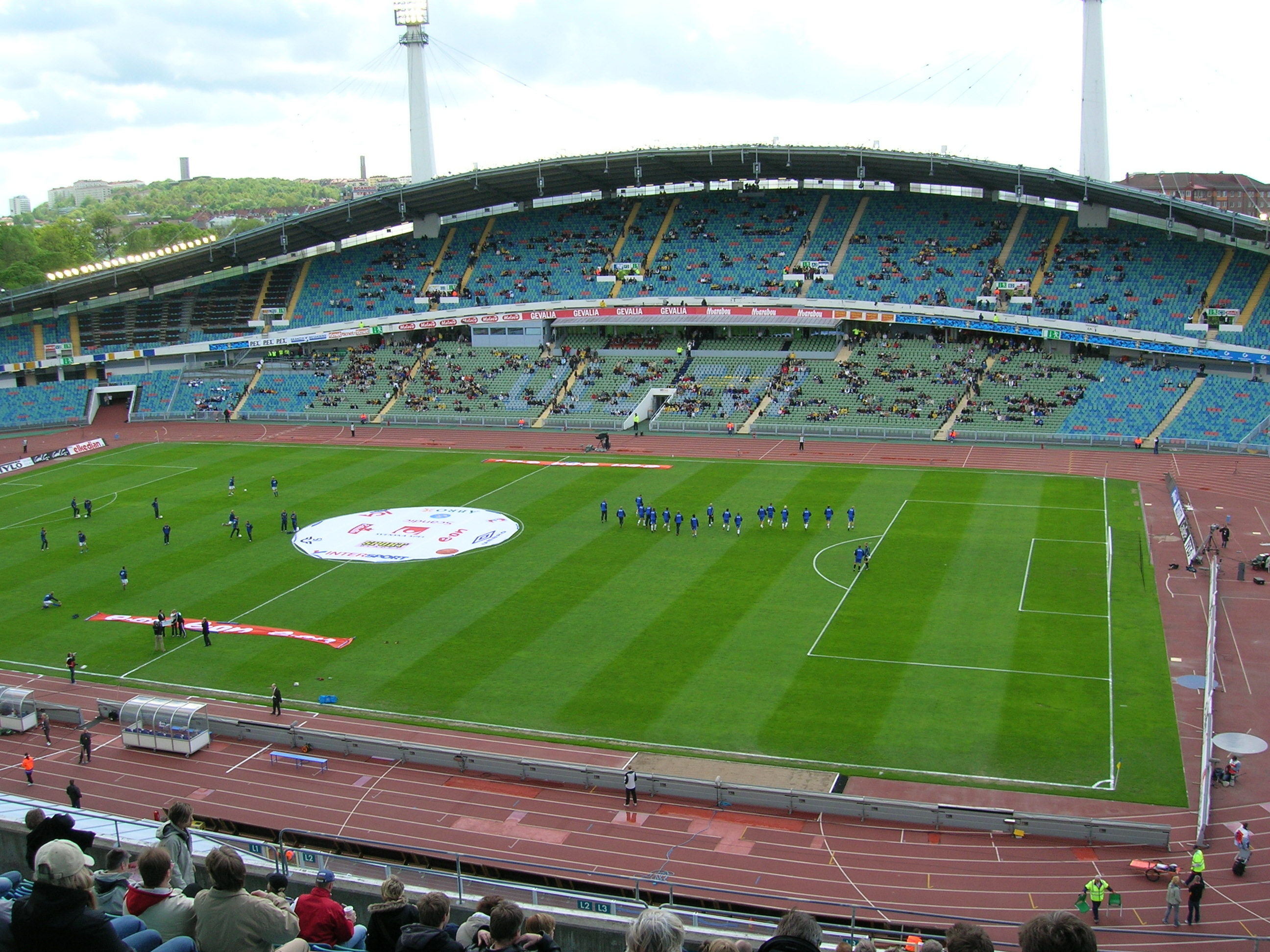
Intérieur.
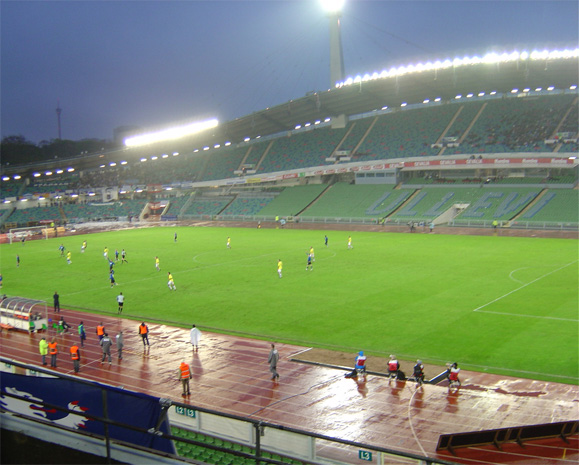
Match de football.